# ديفيد جيه سي ماكي
ديفيد جيه سي ماكي (بالإنجليزية: David J. C. MacKay)‏ (و. 1967 – 2016 م) هو فيزيائي، وعالِم حاسب آلي، وبروفسور من المملكة المتحدة . ولد في ستوك-أون-ترينت .
وكان عضواً في الجمعية الملكية .
توفي في كامبريدج ، عن عمر يناهز 49 عاماً.بسبب سرطان المعدة.

## التعليم
تعلم في كلية الثالوث، كامبريدج، ومعهد كاليفورنيا للتقنية

## جوائز
حصل على جوائز منها:
- زميل في الجمعية الملكية.